# Physella
Physella is een geslacht van weekdieren uit de klasse van de Gastropoda (slakken).

## Soorten
- Physella acuta (Draparnaud, 1805)
- Physella ancillaria (Say, 1825)
- Physella globosa (Haldeman, 1841)